# توپوچایا
توپوچایا (به لاتین: Topuchaya) یک منطقهٔ مسکونی در روسیه است که در جمهوری آلتای واقع شده‌است.